# Даниела Калканджиева
Даниела Калканджиева е българска историчка.

## Биография
Родена е през 1964 г. в София. Магистър по история и архивистика на Софийския университет „Св. Климент Охридски“ (1988), специализант в Оксфордския университет (2001) и доктор по история на Централноевропейския университет в Будапеща (2004). Гост-преподавател в Богословския и Журналистическия факултети на Софийския университет. Участва в предавания върху проблемите на съвременното християнство в БНТ, Би Би Си и Радио „Свободна Европа“.

### Монографии
- The Russian Orthodox Church, 1917 – 1948: From Decline to Resurrection. Routledge, 2015, 392 p. ISBN 978-1-138-78848-0
- Българският университет и науката. том 1: Висшето училище в София (1888 – 1904), Дефекто, 2014, 378 с. ISBN 978-619-7031-03-4. – в съавторство с Васил Калканджиев.
- Българската православна църква и „народната демокрация“ (1944 – 1953). Демос, 2002, 352 с. ISBN 0-9549111-3-X
- Българската православна църква и държавата, 1944 – 1953. Албатрос, 1997, 348 с. ISBN 954-8555-38-5

### Студии
- „The Bulgarian Orthodox Church“. – B: Orthodox Christianity and Nationalism in Nineteenth-Century Southeastern Europe Архив на оригинала от 2017-03-20 в Wayback Machine. (Fordham University Press, 2014)
- „The Bulgarian Orthodox Church at Crossroads: Between Nationalism and Pluralism“. – B: Orthodox Christian Encounters of Identity and Otherness: Values, Self-Reflection, Dialogue Архив на оригинала от 2017-03-20 в Wayback Machine. (Palgrave Macmillan, 2014)
- „Orthodoxy and Nationalism in Russian Orthodoxy“ – Saint Vladimir’s Theological Quarterly, vol. 57. nos. 3 – 4 [неработеща препратка] (2013)
- „Religion und Wohlfahrtsstaat in Bulgarien“. – B: Religion und Wohlfahrtsstaatlichkeit in Europa (Mohr Siebeck, 2013)
- „A Comparative Analysis on Church-State Relations in Eastern Orthodoxy: Concepts, Models and Principles“. – Journal of Church and State, 53 (4) (2011,doi: 10.1093/ jcs/csr012)
- „Ролята на Българската православна църква за формиране и съхраняване на българската нация: от идеология към история“. В: Християнство, ислям и изтоюни религии. Нормативен текст и социокултурен контекст (Изток-Запад, 2011)
- „The Bulgarian Orthodox Church and the ‘Ethics of Capitalism’“. – Social Compass, Vol. 57 (1), (2010)
- „The Bulgarian Orthodox Church and the Cold War“. – В: Eastern Christianity and the Cold War1945 – 91[неработеща препратка] (Routledge, 2009)
- „‘Secular Orthodox Christianity’ versus ‘Religious Islam’ in Postcommunist Bulgaria“. – Religion, State and Society, 36 (4), (2008)
- „Политиката на Българската комунистическа партия към неправославните религиозни общности (1944 – 1953 г.)“. – B: Трудове на катедрите по история и богословие – Шуменски университет Епископ Константин Преславски, кн 8, (2005)
- „Българската православна църква и новият Закон за вероизповеданията“. – B: Религия и политика на Балканите, (Демос, 2004).
- „Католицизмът в българските земи и залезът на Османската империя през втората половина на ХIХ век“. – Родина, кн. 1 – 2 (1997).